# Bernard Paumgartner
Bernard Paumgartner (Wenen, 14 november 1887 - Salzburg, 27 juli 1971) was een Oostenrijks componist, dirigent en musicoloog. 

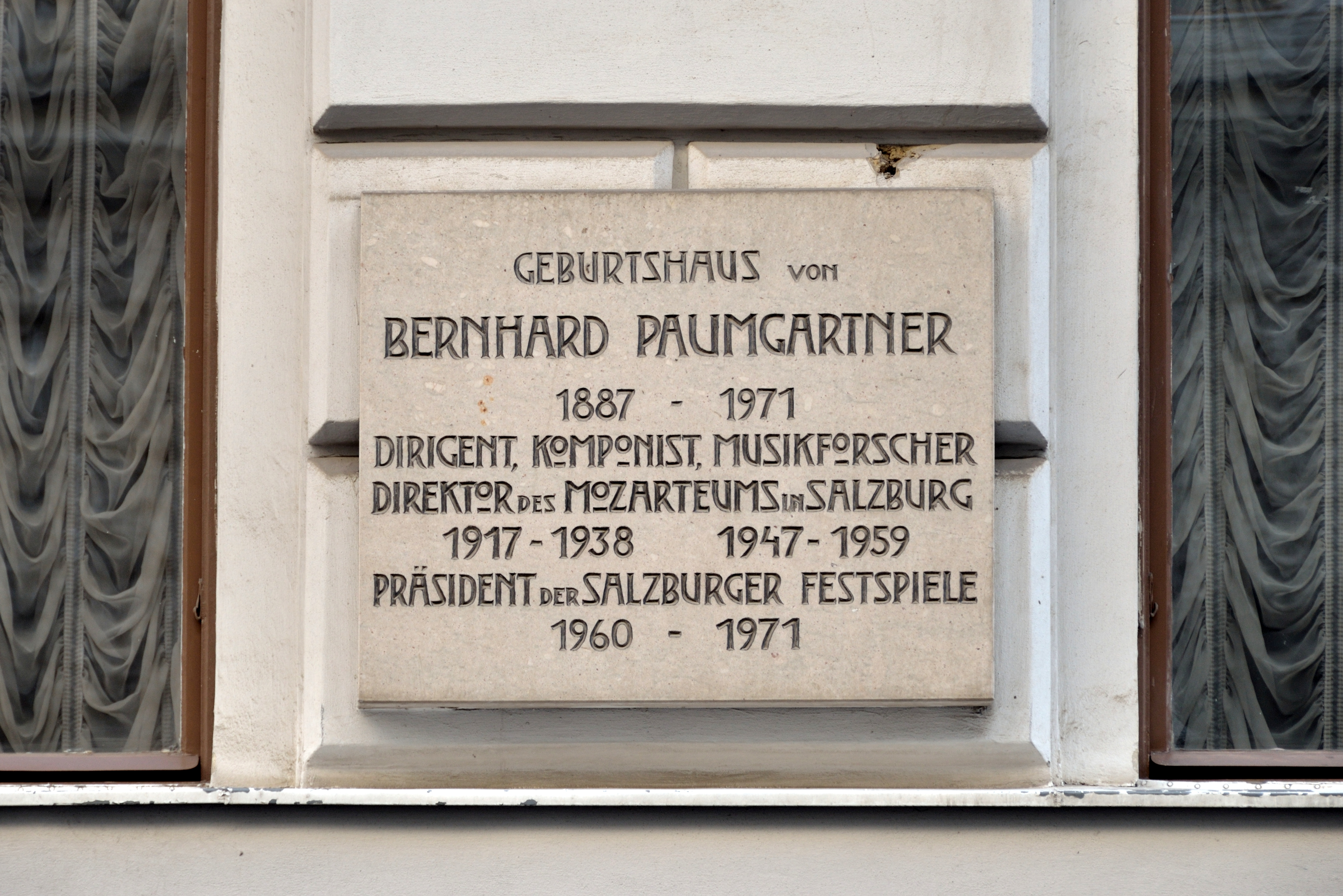
Gedenksteen op Paumgartners geboortehuis

## Levensloop
Paumgartner was zoon van componist Hans Paumgartner en zangeres Rosa Papier. Hij studeerde muziek bij Bruno Walter en rechten aan de Universiteit van Wenen. Hij werd bekend door zijn werk als directeur van de Weense Hofopera en het Wiener Tonkünstler-Orchester. Hij werd in 1925 hoogleraar aan de Staatsakademie in Wenen. Van 1917 tot 1938 en ook van 1947 tot 1959 was hij directeur van het Salzburgse Mozarteum. Ook richtte hij de Salzburger Festspiele op en had daar van 1960 tot 1971 de leiding van. Hij werd vooral bekend als vooraanstaand Mozart-vertolker.
Hij publiceerde biografieën van Mozart (in 1927, herziene versies in 1940 en 1955), Schubert (1944), Bach (1950), alsook artikelen over en uitgaven van Italiaanse barokmuziek. Als componist schreef hij opera's, koorwerken, een kerstcantate, liederen en een pianotrio. Tot zijn leerlingen behoorde Herbert von Karajan.

## Publicaties
- met Alfred Rottauscher: Das Taghorn. Dichtungen und Melodien des bayrisch-österreichischen Minnesangs. Eine Neuausgabe der alten Weisen für die künstlerische Wiedergabe in unserer Zeit. Mit beigefügter Klavierbegleitung, Buchschmuck nach zeitgenössischen Werken. In drei Bänden. Stephenson, Wenen, 1922.[1]
- Mozart. Mit Noten- und Handschriftenproben und Illustrationen. (biografie) Wegweiser-Verlag, Berlijn, 1927.[2]
- Franz Schubert. (1e druk) Atlantis-Verlag, Zürich, 1943.[3]
- Johann Sebastian Bach. Leben und Werk. Band 1 (de overige banden zijn niet gepubliceerd). Atlantis-Verlag, Zürich, 1950.[4]
- Das instrumentale Ensemble. Von der Antike bis zur Gegenwart. Atlantis-Verlag, Zürich, 1966.[5]

## Documenten
De nalatenschap van Bernhard Paumgartner bevindt zich in het archief van het onderzoeksinstituut voor Salzburgse muziekgeschiedenis (Forschungsinstitut für Salzburger Musikgeschichte) aan de faculteit voor kunst-, muziek- en danswetenschap van de universiteit van Salzburg. Een deel van de naoorlogse beroepscorrespondentie bevindt zich in het Mozarteum in Salzburg. Enige brieven uit de periode 1929-1947 zitten in bestanden van de Leipziger muziekuitgeverij C.F. Peters en bevinden zich in het staatsarchief in Leipzig.

## Prijzen en onderscheidingen
- de ambtstitel Hofrat
- eredoctoraat aan de filosofische faculteit van de universiteit in Salzburg, verleend op 14 november 1967[6]
- Mozartmedaille, ontvangen van de Mozartvereniging in Wenen (1960)[7]
- Oostenrijkse onderscheiding voor wetenschap en kunst (1962)[8]
- Ereburger van Salzburg (1963)
- Ring des Landes Salzburg (1963)
- In de wijk Mirabellgarten in Salzburg is een straat naar hem genoemd: de Bernhard-Paumgartner-Weg.